# Gelfond-Konstante
Bei der Gelfond-Konstanten handelt sich um die reelle Zahl
{\displaystyle {\rm {e}}^{\pi }={\mathrm {i} }^{\left(-2\mathrm {i} \right)}=\left(-1\right)^{\left(-\mathrm {i} \right)}=23{,}14069\,26327\,\dots }
Sie ist nach dem russischen Mathematiker Alexander Ossipowitsch Gelfond benannt, der im Jahre 1929 als erster bewiesen hat, dass dies eine transzendente Zahl ist. Das Interesse an ihr beruht darauf, dass David Hilbert in dem berühmten Vortrag, den er im Jahre 1900 auf dem Internationalen Mathematikerkongress von Paris über Mathematische Probleme hielt, {\displaystyle e^{\pi }} (neben {\displaystyle 2^{\sqrt {2}}}) in der Darlegung des siebten Problems explizit als vermutlich transzendent erwähnt.

## Darstellungen
Von diesen Darstellungen existieren mehrere.

### Darstellung als Reihe
Aus der Reihenentwicklung der Exponentialfunktion ergibt sich eine Verbindung der Gelfond-Konstanten  mit den Volumina der Einheitskugeln in den euklidischen Räumen geradzahliger Dimension, also in den
{\displaystyle \mathbb {R} ^{2n}\,(n=0,1,2,3,\ldots )}.
Denn es ist ja

{\displaystyle {\rm {e}}^{\pi }=\sum _{n=0}^{\infty }{\frac {\pi ^{n}}{n!}}=\sum _{n=0}^{\infty }V_{2n}(1)}

### Darstellung als Grenzwert einer schnell konvergenten Folge
Diese Folgenkonvergenz geht aus einer Folge hervor, welche durch rekursive Definition gewonnen wird:

(a) {\displaystyle x_{0}:={\frac {1}{\sqrt {2}}}}
(b) {\displaystyle x_{n+1}:={\frac {1-{\sqrt {1-x_{n}^{2}}}}{1+{\sqrt {1-x_{n}^{2}}}}}\;\;(n=1,2,3,\,\dots )}
Damit hat man:
{\displaystyle \lim _{n\to \infty }{\left({\frac {4}{x_{n+1}}}\right)^{\frac {1}{2^{n}}}}\,=\,{\rm {e}}^{\pi }}.

### Darstellung als Kettenbruch
Die Darstellung der Gelfond-Konstanten als regulärer Kettenbruch beginnt mit

{\displaystyle {\rm {e}}^{\pi }=23+{\frac {1}{7+{\frac {1}{9+{\frac {1}{3+{\frac {1}{1+{\frac {1}{1+{\frac {1}{591+\ddots }}}}}}}}}}}}}.

## Verwandte Zahlen
Bei der Untersuchung der Eigenschaften der Gelfond-Konstanten gelangt man auch zu der Frage, was man über reelle Zahlen sagen kann, die als ähnlich gebildete Potenzen aus eulerscher Zahl und Kreiszahl hervorgehen.
Bildet man hier (etwa) für eine natürliche Zahl {\displaystyle n>0} die (nach dem Satz von Gelfond-Schneider) transzendente Zahl
{\displaystyle e^{\pi {\sqrt {n}}}={\mathrm {i} }^{\left(-2\mathrm {i} {\sqrt {n}}\right)}}
Interessant ist der Umstand, dass man für {\displaystyle n=6,17,18,22,25,37,43,58,59,67,163} reelle Zahlen gewinnt, die fast ganzzahlig sind.
Dies sind:

{\displaystyle e^{\pi {\sqrt {6}}}=2.197{,}990\ldots }
{\displaystyle e^{\pi {\sqrt {17}}}=422.150{,}997\ldots }
{\displaystyle e^{\pi {\sqrt {18}}}=614.551{,}992\ldots }
{\displaystyle e^{\pi {\sqrt {22}}}=2.508.951{,}998\ldots }
{\displaystyle e^{\pi {\sqrt {25}}}=e^{5\pi }=6.635.623{,}9993\ldots }
{\displaystyle e^{\pi {\sqrt {37}}}=199.148.647{,}99997\ldots }
{\displaystyle e^{\pi {\sqrt {43}}}=884.736.743{,}9997\ldots }
{\displaystyle e^{\pi {\sqrt {58}}}=24.591.257.751{,}9999998\ldots }
{\displaystyle e^{\pi {\sqrt {59}}}=30.197.683.486{,}993\ldots }
{\displaystyle e^{\pi {\sqrt {67}}}=147.197.952.743{,}999998\ldots }
{\displaystyle e^{\pi {\sqrt {163}}}=262.537.412.640.768.743{,}9999999999992\ldots }
Zu diesen Fast-Ganzzahlen zählt man auch die reelle Zahl

{\displaystyle {{\rm {e}}^{\pi }}-\pi =19{,}9990\ldots },

bei der es unklar scheint, ob es sich um eine algebraische oder um eine transzendente Zahl handelt.
Die Frage der Transzendenz steht ebenfalls bei mehreren der Gelfond-Konstanten ähnelnden Potenzen offen im Raum. Dazu gehören beispielsweise die folgenden:

{\displaystyle \pi ^{\rm {e}}=22{,}4591577183\ldots }
{\displaystyle \pi ^{\pi }=36{,}462159\ldots }
{\displaystyle {\rm {e}}^{\rm {e}}=15{,}1542622414\ldots }
{\displaystyle {\rm {e}}^{{\rm {e}}^{2}}=1.618{,}1779919126\ldots }

## Erläuterungen
1. ↑  Mit {\displaystyle {\mathrm {i} }} wird die imaginäre Einheit bezeichnet.
2. ↑   Bei der Potenzrechnung wird der Hauptwert des komplexen Logarithmus zu Grunde gelegt.
3. ↑  Man beachte, dass hier {\displaystyle V_{n}(1)={\frac {\pi ^{\frac {n}{2}}}{\Gamma \left({\frac {n}{2}}+1\right)}}} gilt, wobei {\displaystyle \Gamma } die Gammafunktion ist.
4. ↑  Hier sind alle Teilzähler gleich 1. Da {\displaystyle e^{\pi }} notwendigerweise irrational ist, ist diese Darstellung unendlich.
5. ↑  In der englischsprachigen Wikipedia bezeichnet man eine solche  Fast-Ganzzahl als almost integer oder near-integer. Eine exakte Definition wird dort jedoch nicht geliefert, sondern lediglich eine Umschreibung. Danach zeichnet sich eine Fast-Ganzzahl dadurch aus, dass sie sehr nahe (englisch very close) bei einer ganzen Zahl liegt.